# クリス・ディッカーソン (野球)
クリストファー・チャールズ・ディッカーソン（Christopher Charles Dickerson, 1982年4月10日 - ）は、アメリカ合衆国・カリフォルニア州ロサンゼルス市ハリウッド出身のプロ野球選手（外野手）。左投左打。MLB・ボルチモア・オリオールズ傘下に所属。

## 経歴

### プロ入り前
ノートルダム高等学校時代はブレンダン・ライアンとチームメイトだった。2000年のMLBドラフト32巡目（全体968位）でニューヨーク・ヤンキースから指名されたが、入団せずにネバダ大学リノ校へ進学。

### プロ入りとレッズ時代
2003年のMLBドラフト16巡目（全体471位）でシンシナティ・レッズから指名され、プロ入り。
2008年8月12日のピッツバーグ・パイレーツ戦でメジャーデビュー。この年は31試合の出場ながら6本塁打を放ち、OPSは1.000を超えた。
2009年はウィリー・タベラス、ジェイ・ブルースとポジションを争い、自己最多の97試合に出場したが、定位置獲得には至らなかった。

### ブルワーズ時代
2010年8月9日にジム・エドモンズとのトレードで、ミルウォーキー・ブルワーズへ移籍した。

### ヤンキース時代
2011年3月25日にセルジオ・ミトレとのトレードで、ヤンキースへ移籍した。シーズンでは主に代走や両翼の守備固めとして60試合に出場した。
2012年は主に傘下のAAA級スクラントン・ウィルクスバリ・ヤンキースでプレーし、9月1日にメジャー昇格した。
2013年、ヤンキースは左打者の外野手が有り余っていたため、1月11日にディッカーソンを放出した。

### オリオールズ時代
2013年1月29日にボルチモア・オリオールズとマイナー契約を結んだ。4月10日にメジャー昇格を果たし、5月31日のデトロイト・タイガース戦では自身初のサヨナラ本塁打を放った。11月1日にFAとなった。

### パイレーツ傘下時代
2014年1月6日にパイレーツとマイナー契約を結んだ。AAA級インディアナポリス・インディアンスで開幕を迎え、65試合に出場。打率.309・7本塁打・30打点・12盗塁の成績を残した。

### インディアンス時代
2014年7月7日に後日発表選手とのトレードで、クリーブランド・インディアンスへ移籍した。インディアンスでは41試合に出場して打率.224・2本塁打・6打点・3盗塁の成績を残した。

### ブルージェイズ傘下時代
2015年2月21日にトロント・ブルージェイズとマイナー契約を結び、スプリングトレーニングに招待選手として参加することになった。この年は傘下のAAA級バッファロー・バイソンズでプレーし、38試合に出場して打率.270・1本塁打・21打点・10盗塁の成績を残した。オフの11月6日にFAとなった。

### オリオールズ傘下時代
2016年8月20日にオリオールズとマイナー契約を結んだ。この年は傘下のAA級ボウイ・ベイソックスでプレーし、15試合に出場して打率.322・3本塁打・10打点・2盗塁の成績を残した。12月15日にマイナー契約で再契約し、2017年のスプリングトレーニングに招待選手として参加することになった。

## 詳細情報

### 年度別打撃成績
| 年 度     | 球 団     | 試 合 | 打 席 | 打 数 | 得 点 | 安 打 | 二 塁 打 | 三 塁 打 | 本 塁 打 | 塁 打 | 打 点 | 盗 塁 | 盗 塁 死 | 犠 打 | 犠 飛 | 四 球 | 敬 遠 | 死 球 | 三 振 | 併 殺 打 | 打 率 | 出 塁 率 | 長 打 率 | O P S |
| --------- | --------- | ----- | ----- | ----- | ----- | ----- | -------- | -------- | -------- | ----- | ----- | ----- | -------- | ----- | ----- | ----- | ----- | ----- | ----- | -------- | ----- | -------- | -------- | ----- |
| 2008      | CIN       | 31    | 122   | 102   | 20    | 31    | 9        | 2        | 6        | 62    | 15    | 5     | 3        | 1     | 0     | 17    | 0     | 2     | 35    | 0        | .304  | .413     | .608     | 1.021 |
| 2009      | CIN       | 97    | 299   | 255   | 31    | 70    | 13       | 3        | 2        | 95    | 15    | 11    | 3        | 2     | 2     | 39    | 1     | 1     | 66    | 3        | .275  | .370     | .373     | .743  |
| 2010      | CIN       | 20    | 45    | 44    | 9     | 9     | 1        | 0        | 0        | 12    | 0     | 3     | 0        | 0     | 0     | 1     | 0     | 0     | 19    | 1        | .205  | .222     | .273     | .495  |
| 2010      | MIL       | 25    | 61    | 53    | 2     | 11    | 1        | 1        | 0        | 14    | 5     | 1     | 0        | 2     | 1     | 5     | 0     | 0     | 15    | 0        | .208  | .271     | .264     | .535  |
| '10計     | MIL       | 45    | 106   | 97    | 11    | 20    | 2        | 2        | 0        | 26    | 5     | 4     | 0        | 2     | 1     | 6     | 0     | 0     | 34    | 1        | .206  | .250     | .268     | .518  |
| 2011      | NYY       | 60    | 55    | 50    | 9     | 13    | 2        | 0        | 1        | 18    | 7     | 4     | 0        | 1     | 1     | 2     | 0     | 1     | 17    | 1        | .260  | .296     | .360     | .656  |
| 2012      | NYY       | 25    | 17    | 14    | 5     | 4     | 0        | 0        | 2        | 10    | 5     | 3     | 0        | 0     | 0     | 3     | 0     | 0     | 5     | 1        | .286  | .412     | .714     | 1.126 |
| 2013      | BAL       | 56    | 109   | 105   | 17    | 25    | 5        | 0        | 4        | 42    | 13    | 5     | 1        | 0     | 0     | 4     | 0     | 0     | 36    | 0        | .238  | .266     | .400     | .666  |
| 通算：6年 | 通算：6年 | 314   | 708   | 623   | 93    | 163   | 31       | 7        | 15       | 253   | 60    | 32    | 7        | 6     | 4     | 71    | 1     | 4     | 193   | 6        | .262  | .339     | .406     | .745  |

- 2013年度シーズン終了時

### 背番号
- 21（2008年 - 2010年途中）
- 11（2010年途中 - 同年途中）
- 7（2010年途中 - 同年終了）
- 27（2011年）
- 60（2012年 - 2013年途中）
- 36（2013年途中 - 同年終了）
- 38（2014年）